# Conopsia terminiflava
Conopsia terminiflava is een vlinder uit de familie wespvlinders (Sesiidae), onderfamilie Tinthiinae.
Conopsia terminiflava is voor het eerst wetenschappelijk beschreven door Strand in 1913. De soort komt voor in het Afrotropisch gebied.